# Andrew Hein
Andrew William Hein (Hinsdale, 1º luglio 1984) è un pallavolista statunitense.
Gioca nel ruolo di centrale.

## Carriera
La carriera di Andrew Hein inizia quando entra a far parte della Pepperdine University, con la quale prende parte alla NCAA Division I, vincendo il titolo nell'edizione 2005; durante lo stesso periodo viene convocato dalla nazionale universitaria, vincendo la medaglia di bronzo alla XXII Universiade. Al termine della carriera universitaria resta per una stagione in collegiale con la nazionale statunitense, con la quale, dopo aver vinto un'altra medaglia di bronzo alla XXIV Universiade, debutta vincendo la medaglia d'argento ai XV Giochi panamericani.
Nella stagione 2007-08 inizia la carriera professionistica giocando nella Divizia A1 rumena col Club Volei Municipal Tomis Constanța, aggiudicandosi anche la Coppa di Romania; in estate vince con la nazionale la medaglia d'oro alla Coppa Panamericana 2008, restando in collegiale per la successiva stagione. Gioca poi nella Liga Superior portoricana, vestendo la maglia dei Changos de Naranjito; con la nazionale vince la medaglia d'argento al campionato nordamericano 2009.
Torna poi a giocare in Europa, firmando nel campionato 2010-11 col Gymnastikos Syllogos Lamia, squadra della A1 League greca; tuttavia, nel mese di marzo lascia il club, andando a giocare il finale di stagione nella Superliga russa col Jaroslavič. Nel campionato successivo gioca per il Lausanne Université Club, nella Lega Nazionale A svizzera, per poi passare, una volta terminati gli impegni col club, alla Pallavolo Padova, squadra della Serie A1 italiana con la quale gioca il finale di stagione, senza riuscire ad evitare la retrocessione del club in serie cadetta; con la nazionale si aggiudica la medaglia d'argento alla Coppa Panamericana 2011.
Dopo aver giocato nel campionato 2012-13 nella Ligue A francese con lo Spacer's Toulouse Volley, nella stagione successiva viene ingaggiato dal Volleyball Team Tirol, squadra della 1. Bundesliga austriaca, con cui vince la Coppa d'Austria 2013-14 e due scudetti consecutivi.

## Palmarès

### Club
- NCAA Division I: 1

2005
- Campionato austriaco: 2

2013-14, 2014-15
- Coppa di Romania: 1

2007-08
- Coppa d'Austria: 1

2013-14

### Nazionale (competizioni minori)
- Universiade 2003
- Universiade 2007
- Giochi panamericani 2007
- Coppa Panamericana 2008
- Coppa Panamericana 2011

### Premi individuali
- 2005 - All-America First Team
- 2006 - All-America First Team